# 日野神社 (越前市)

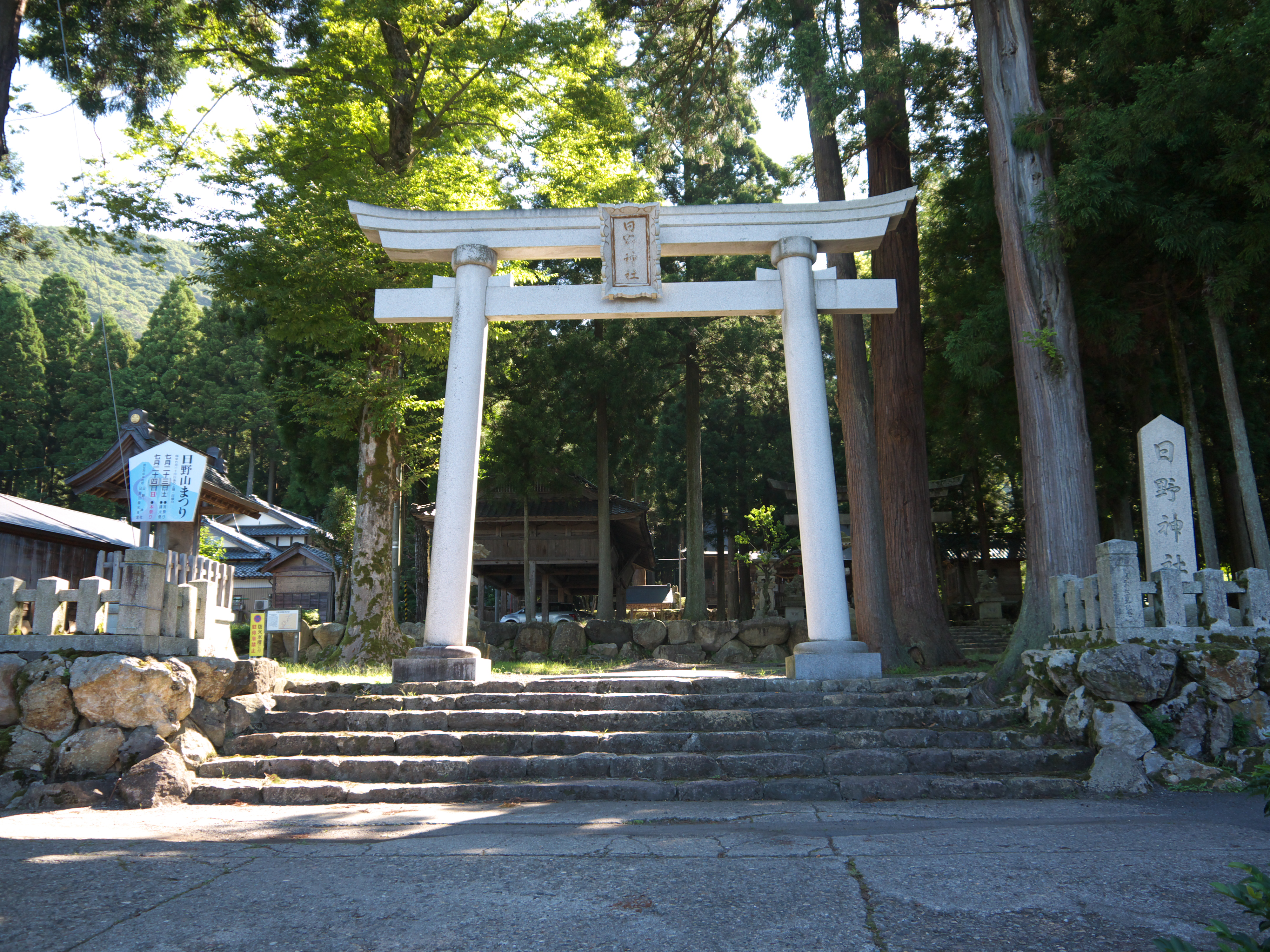
日野山一の鳥居

日野神社（ひのじんじゃ）は、福井県越前市にある神社である。旧社格は郷社、式内社であった。

## 概要
日野山の登山口として古くから山岳信仰の霊場として栄え、越前松平家をはじめ本保陣屋により庇護されてきた。
なお「日野神社の古代神楽」が市の無形民俗文化財に指定されている。また、日野山山頂には「奥社」が鎮座する。

## 歴史
「日野神社」の名は、『日本紀略』910年（延喜10年）9月の条に「授ク 越前国日野名神ニ従五位下ヲ」と記されている。境内は日野山登山の中心的なルートであり、多くの登山客が利用する。

## アクセス
- ハピラインふくい線王子保駅下車　徒歩
- 北陸自動車道武生IC - 国道8号 - 福井県道202号中小屋武生線